# Élections législatives fidjiennes de 1982
Des élections législatives se tiennent aux Fidji du 10 au 17 juillet 1982. Il s'agit de renouveler l'ensemble des cinquante-deux membres de la Chambre des représentants (la chambre basse du Parlement) à l'issue d'une législature de cinq ans. 

## Système électoral
Les Fidji en 1982 sont un royaume du Commonwealth, et donc une monarchie parlementaire dont les institutions s'appuient sur le système de Westminster. Avec néanmoins une particularité fidjienne : le système électoral fixe le nombre de députés attribués à chaque communauté ethnique. Il doit y avoir vingt-deux députés autochtones, dont douze élus uniquement par les citoyens autochtones, et dix par l'ensemble des citoyens. La même règle s'applique pour l'élection des vingt-deux députés indo-fidjiens, dont douze sont élus uniquement par les électeurs indo-fidjiens. Enfin, huit sièges sont alloués de manière générale aux citoyens appartenant à tout autre communauté ethnique : les « électeurs généraux ». Trois d'entre eux sont élus par les « électeurs généraux », et cinq par l'ensemble des citoyens. Chaque citoyen dispose ainsi de quatre voix : « une pour le vote à l'échelle de sa circonscription communautaire et trois voix pour élire les Représentants (fidjien, indien et « général ») élus sur le plan national ».

## Partis politiques
Les deux principaux partis politiques sont le Parti de l'Alliance, au pouvoir sous la direction du Premier ministre Ratu Sir Kamisese Mara depuis avant l'indépendance du pays en 1970, et le Parti de la fédération nationale (PFN). Si l'Alliance est un parti conservateur tandis que le PFN est davantage de gauche, l'Alliance représente avant tout la population autochtone, et le PFN la communauté indo-fidjienne.
Le député précédemment indépendant Ratu Osea Gavidi forme pour ce scrutin le parti Front occidental uni, parti défendant spécifiquement les intérêts de la population autochtone de la région occidentale du pays, c'est-à-dire principalement l'ouest de l'île de Viti Levu. Il forme une alliance électorale avec le PFN dans le but d'obtenir la première alternance politique de l'histoire du pays.
Le Parti nationaliste fidjien, représentant l'extrême-droite autochtone, souhaite réserver aux autochtones la quasi-totalité des sièges au Parlement. Le parti faisant campagne activement, le journal mensuel Pacific Islands Monthly remarque que « la campagne électorale est davantage raciste que n'importe laquelle des précédentes ».

## Résultats et suites
L'Alliance obtient la majorité absolue des suffrages et conserve une majorité absolue mais amoindrie des sièges. Ratu Sir Kamisese Mara demeure Premier ministre.
L'Alliance remporte les douze sièges ethniques autochtones réservés aux électeurs autochtones et les trois sièges ethniques réservés aux « électeurs généraux » (petites minorités ethniques, notamment d'ascendance européenne ou chinoise). Le PFN remporte les douze sièges ethniques indo-fidjiens réservés aux électeurs indo-fidjiens. Pour ce qui est des sièges dits « nationaux », c'est-à-dire attribués par appartenance ethnique mais élus par l'ensemble des citoyens, l'Alliance obtient cinq des sièges autochtones, contre trois pour le PFN et deux pour le Front occidental uni. Les deux grands partis obtiennent chacun cinq des sièges « nationaux » indo-fidjiens. L'Alliance remporte trois des sièges « nationaux » des « électeurs généraux », et le PFN deux.
| Partis                    | Partis                           | Dirigeants                | Voix    | %    | Sièges | +/-           |  |
| ------------------------- | -------------------------------- | ------------------------- | ------- | ---- | ------ | ------------- |  |
|                           | Parti de l'Alliance              | Kamisese Mara             | 507 207 | 51,8 | 28     | 8             |  |
|                           | Parti de la fédération nationale | Jai Ram Reddy             | 402 965 | 41,2 | 22     | 7             |  |
|                           | Front occidental uni             | Osea Gavidi               | 37 794  | 3,9  | 2      | Nv.           |  |
|                           | Parti nationaliste fidjien       | Sakeasi Butadroka         | 27 583  | 2,8  | 0      | en stagnation |  |
|                           | Candidats indépendants           | Candidats indépendants    | 3 674   | 0,4  | 0      | 1             |  |
|                           |                                  |                           |         |      |        |               |  |
| Votes valides             | Votes valides                    | Votes valides             | 979 209 |      |        |               |  |
| Votes blancs et invalides | Votes blancs et invalides        | Votes blancs et invalides | 19 605  |      |        |               |  |
| Total                     | Total                            | Total                     | 998 814 | 100  | 52     | en stagnation |  |